# Maquette
Ne doit pas être confondu avec Modélisme.
 (décembre 2012).
Si vous disposez d'ouvrages ou d'articles de référence ou si vous connaissez des sites web de qualité traitant du thème abordé ici, merci de compléter l'article en donnant les références utiles à sa vérifiabilité et en les liant à la section « Notes et références ».

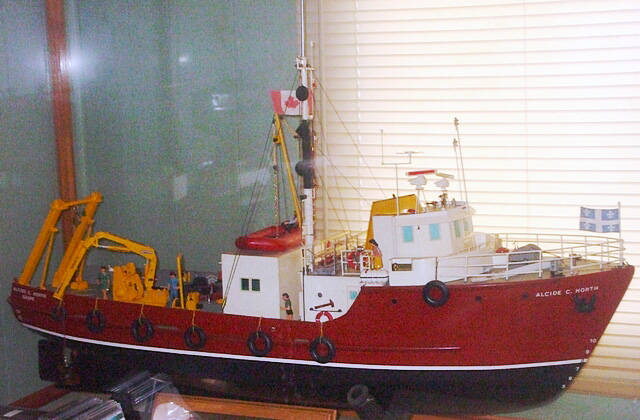
Maquette d'un navire.

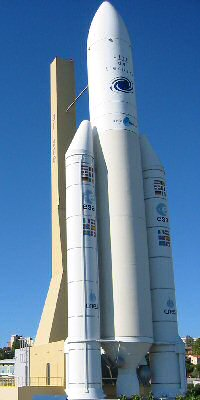
Maquette grandeur nature de la fusée Ariane 5,
Cité de l'espace (Toulouse).

Une maquette est une représentation partielle ou complète d'un système ou d'un objet (existant ou en projet) afin d'en tester et valider certains aspects et/ou le comportement (maquette fonctionnelle), ou simplement à des fins ludiques (maquette de jeu) ou informatives (présentation pédagogique ou commerciale d'une réalisation ou d'un projet).
La maquette peut être réalisée en deux ou trois dimensions, à une échelle donnée, le plus souvent réduite ou agrandie pour en faciliter la visualisation ou la manipulation. Elle peut être statique ou dynamique, et dans ce dernier cas on parlera alors de modélisme.
Une maquette volumique est une représentation 3D à échelle généralement réduite d'une construction ou d'un appareil réel. L'aspect du réel peut être représenté en détail ou simplifié (maquette d'essais).
Une maquette peut être l'ensemble des pièces servant à réaliser un modèle réduit, ou bien ce modèle terminé. Elle peut aussi être un modèle préalable servant à définir l'aspect ou l'organisation d'une publication, d'un projet, d'une entreprise.

## Histoire
L'utilisation des maquettes est connue depuis l'Antiquité (maison crétoise, navire égyptien, etc. trouvés dans les tombes) et à travers toutes les époques : celles qui nous sont parvenues sont en général liées à l'architecture, aux arts militaires (plan-relief) et à la navigation. Désormais l'impression 3D est énormément utilisé pour la production de maquette.

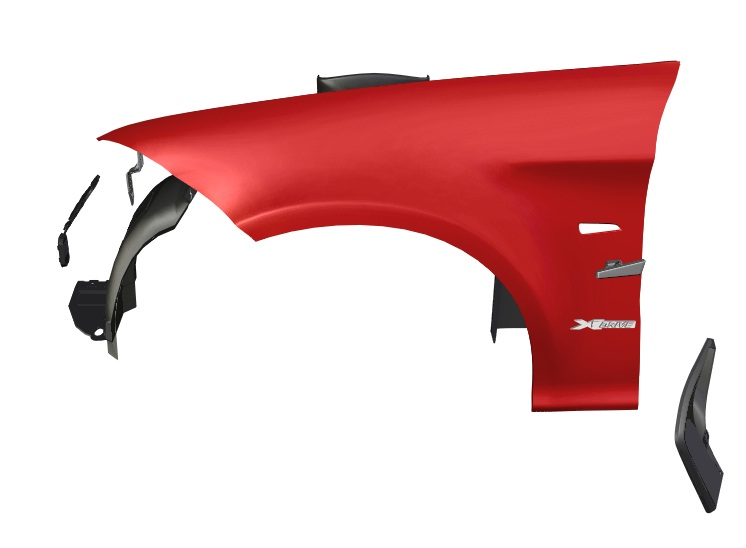
Maquette en 3 dimensions CAO
d'une pièce de BMW.

## Représentation
La maquette, physique ou numérique, sert à la conception et à la communication du projet :
- La représentation peut être réelle à une échelle donnée. Une maquette d'accessibilité est à l'échelle 1, une maquette volumique d'architecture est à échelle réduite. Le plus grand modèle réduit du monde est le modèle réduit du système solaire situé en Suède où la distance Soleil-Pluton mesure 300 km).

- La représentation peut être virtuelle : modèle graphique numérique en 2 dimensions ou en perspective, maquette numérique. La maquette en images de synthèse, faisant appel à la conception assistée par ordinateur (CAO), permet de visualiser l'extérieur et l’intérieur d'un objet, et de le modifier facilement et rapidement.

Les maquettes volumiques sont construites par des maîtres maquettistes, modeleurs ou modélistes : maquette d'implantation, plan-maquette, maquette de décors, maquette de topographie, maquette dynamique, maquette technique, maquette industrielle modélisant un procédé, maquette architecturale, maquette d'urbanisation, maquette de paysage, maquette ferroviaire, maquette de bateau, de train, d'avion.
La qualification « Qualibat » no 7622, maquette (technicité confirmée) est attribuée à « l’entreprise qui crée et qui fabrique des maquettes, modèles en réduction, dioramas, plans en relief, etc. ».

### En architecture

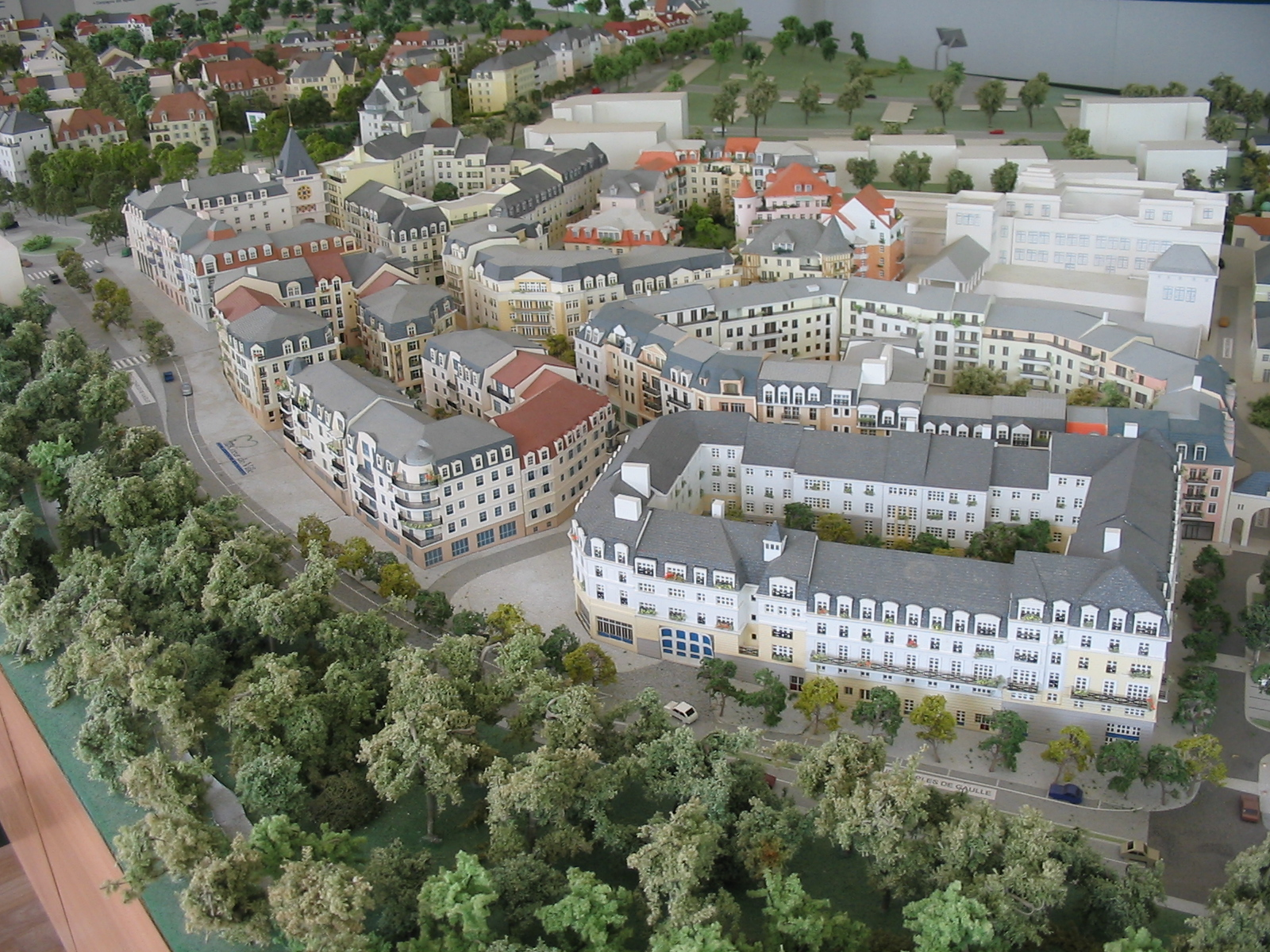
Maquette d'urbanisme
pour Le Plessis-Robinson.

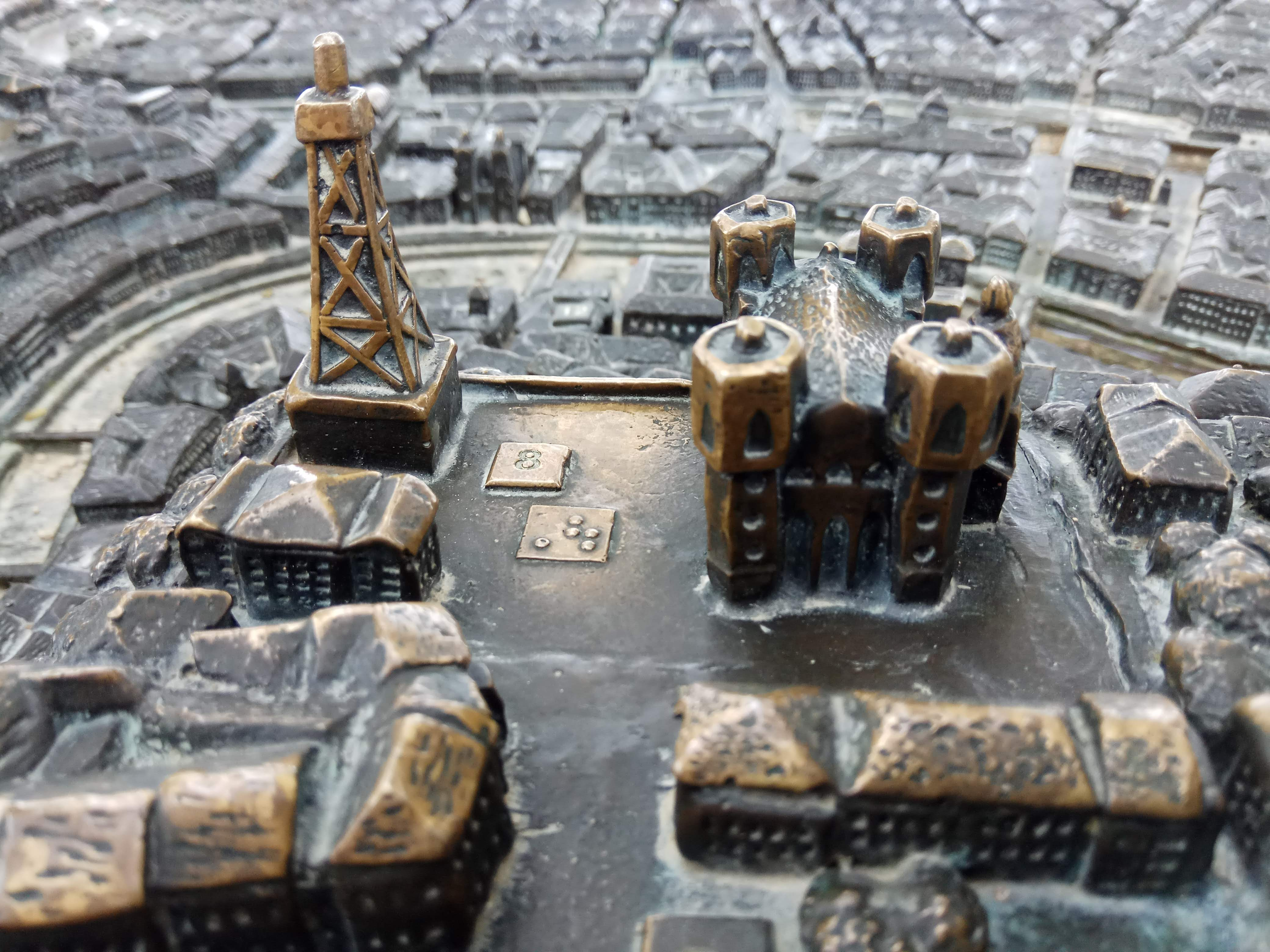
Maquette de la ville de Lyon.

Vitruve, l’architecte et ingénieur militaire romain le plus réputé pour ses écrits, ne considérait la maquette que comme un produit de l’habileté manuelle. Mais dès le XVe siècle, et plus encore au XVIe siècle, la maquette sert « à montrer si l’architecte est capable et suffisant de conduire une grande œuvre ».
Filippo Brunelleschi (1377-1446), l'architecte de la coupole de la cathédrale Santa Maria del Fiore de Florence est chargé en 1435 par la ville de Florence de fortifier le village de Vicopisano. Il défend son projet devant un jury de deux capitaines sur une maquette en bois qu’il a fait réaliser.
Elle peut aussi avoir un caractère documentaire (reconstitution d'un site ancien) ou stratégique militaire (ex : plans-relief des fortifications de Vauban). Dans l’Ancien Régime, la maquette a joué un rôle essentiel pour la réalisation des fortifications. La collection présentée au Musée des Plans-reliefs en est l’illustration la plus prestigieuse. Créée en 1668 par Louis XIV, elle fut exécutée par les ingénieurs du roi pour montrer les projets des fortifications des frontières de la France. Le principe de ces maquettes n’a été abandonné que vers 1870.

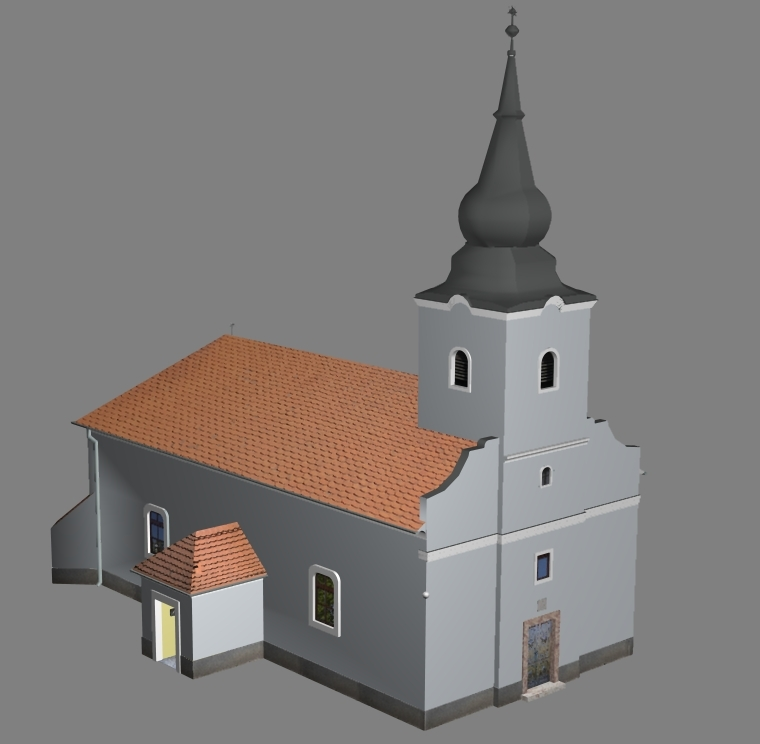
Maquette numérique 3D d'une église, réalisée par conception assistée par ordinateur (CAO).

Le terme de maquette numérique d'architecture est une notion associée Building information modeling. Cette maquette est produite essentiellement à l'aide de logiciels de conception assistée par ordinateur orientés métier et contient toute l'information technique nécessaire à la conception, la construction, l'exploitation, etc. de l'ouvrage bâti modélisé. Elle diffère du modèle produit en infographie dépourvu de sens "métier" qui ne contient que des informations géométriques et visuelles produites à l'aide de logiciels de modélisation 3D ou de  et de techniques de rendu. Un des avantages en est la représentation de ce que voit l’œil, à l’intérieur et à l’extérieur, avec une illusion des perspectives réelles, de même que les conditions d'éclairage, selon l'heure, voire le climat.

#### Les maquettes pédagogiques et l'éducation au patrimoine

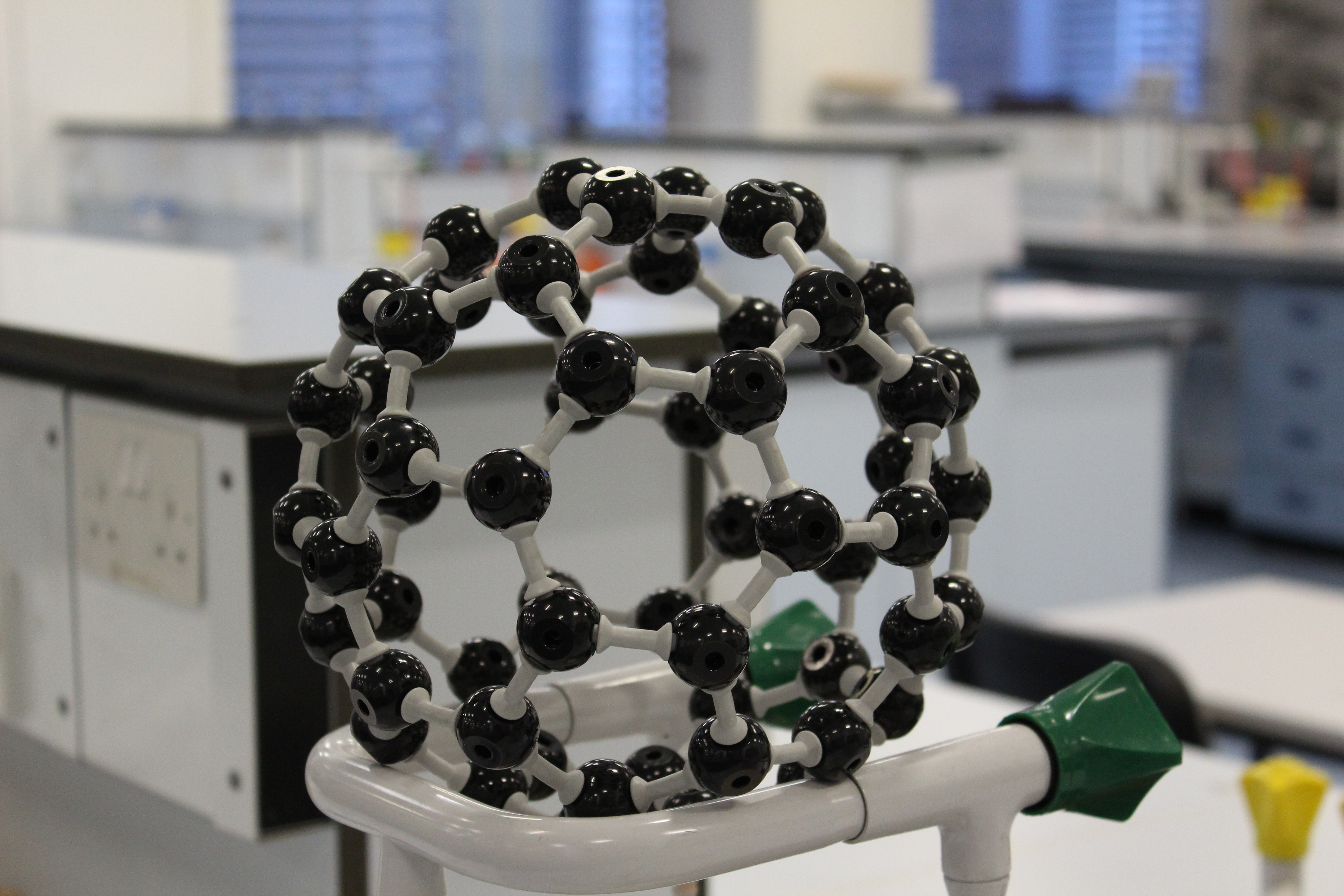
Maquette en agrandissement d'une molécule de Buckminsterfullerène.

La maquette constitue un outil-clé de la méthodologie mise en œuvre dans toute démarche d’éducation au patrimoine, qu'il s’agisse de l’objet réalisé par des élèves à l’instigation d’un enseignant ou d’un intervenant extérieur, à l’école ou dans un lieu patrimonial, ou de l’objet conçu à l’initiative d’un service éducatif et réalisé par un maquettiste.
En France, un séminaire organisé en 1994 par le ministère de la Culture et de la Francophonie et le Centre des monuments nationaux en collaboration avec la DRAC de Picardie et l’Association pour le patrimoine culturel et sa pédagogie a permis de dresser une typologie des expériences menées et des maquettes existantes afin de réunir les éléments permettant de rédiger un cahier des charges type. Ce cahier des charges doit présider, en effet, à l’élaboration de toute maquette, quel que soit le cadre d’action : concevoir, commander, fabriquer, utiliser, etc.

### En hydraulique

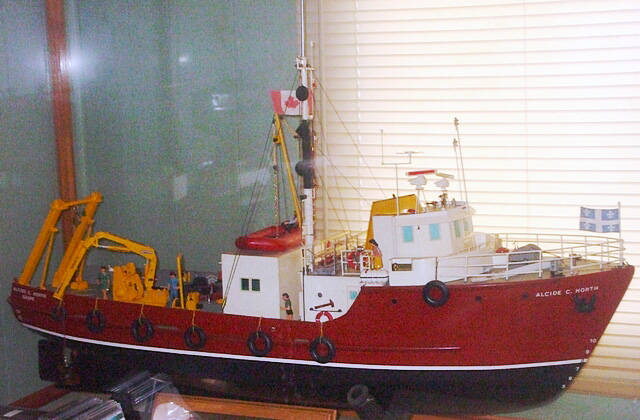
Maquette au 1:24
du navire lAlcide C. Horth.

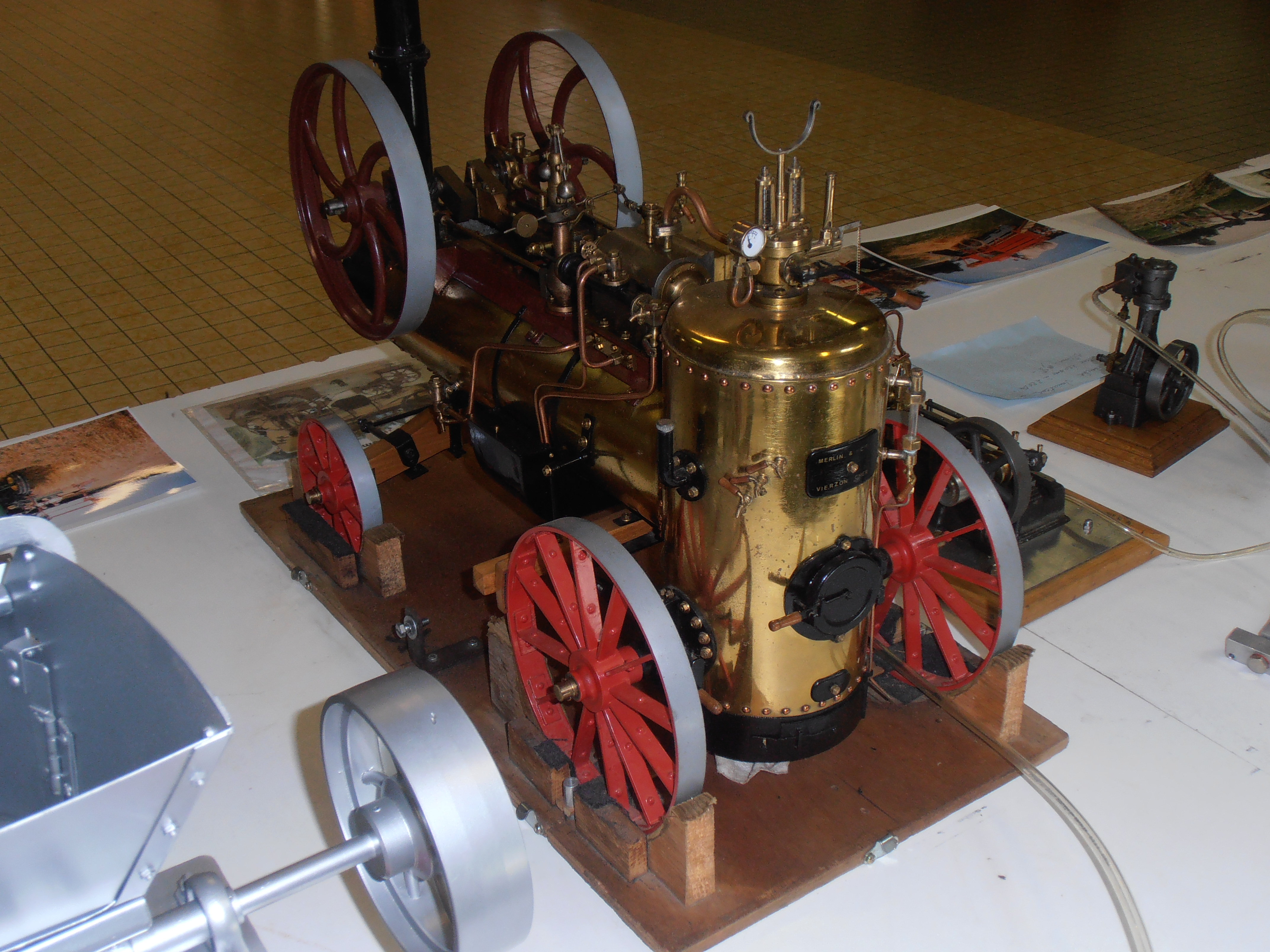
Maquette de matériel agricole.

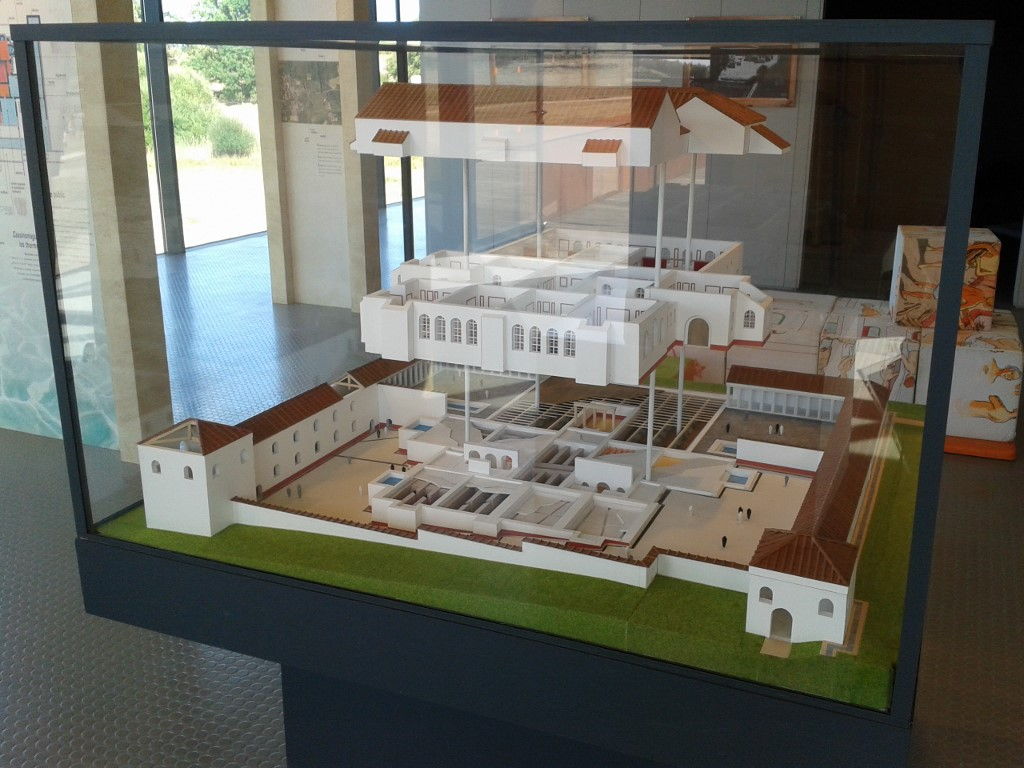
Maquette en coupe des thermes de Chassenon à Cassinomagus (Charente).

En hydraulique, le modèle réduit est très utilisé pour les études de mécanique des fluides tels que digues, plages, barrages, navires, etc. On utilise en ces cas-là la similitude du nombre de Froude. Les ingénieurs spécialisés dans ce domaine distinguent le « modèle » de la « maquette » : le modèle (réduit) est l'ensemble faisant l'objet de l'étude (par exemple un port ou une plage) alors que la maquette est la reproduction d'une structure qui fait partie du modèle réduit (par exemple une portion de digue ou un bateau).
Les premiers modèles réduits des barrages ont été construits dans les années 1920 pour les besoins de la houille blanche dans le sillage d'Aristide Bergès pour l'industrie papetière dans la région grenobloise. Depuis, ces techniques se sont appliquées avec grand succès aux écoulements fluviaux à surface libre avec éventuellement des fonds dits « mobiles » permettant de simuler l'érosion sous l'effet des courants.
Les premiers modèles réduits côtiers ont été construits dans les années 1940. Les techniques de modélisation n'ont cessé de s'améliorer et ont abouti aujourd'hui à une grande fiabilité dans les domaines de la stabilité des ouvrages maritimes et l'érosion/sédimentation des plages et des estuaires, sous l'effet des courants et/ou de la houle.

### En aérodynamique et hydrodynamique

La fusée Orion dans le Langley's 14x22 Subsonic Wind Tunnel.

L'aérodynamique (comme la Mécanique des fluides, en général) fait grand usage de modèles réduits des corps à étudier (modèles réduits appelés alors simplement modèles). Afin que les mesures effectuées sur ces modèles soient significatives du comportement des corps à l'échelle 1, les techniciens cherchent à ce que leurs mesures se fassent au même Nombre de Reynolds, du moins lorsque cela est possible (à cause de l'accroissement concomitant du Nombre de Mach) (image ci-dessous).
En hydrodynamique ont été étudiés avec grands bénéfices, dans des courants d'eau, les écoulements sur certains corps ou demi-corps.

### Modélisme
La réalisation d'un modèle réduit ou modélisme est un loisir technique qui consiste à reproduire un objet réel à une échelle donnée, généralement réduite, avec plus ou moins de précision et plus ou moins de fonctionnalités comparables à celles du modèle réel.
Le maquettisme semble désigner plutôt la réalisation de modèles statiques. Le modélisme naval, par exemple, fait ainsi la distinction entre maquettisme et modélisme, avec la réalisation de maquettes (modèles d'exposition) et de modèles navigants[réf. souhaitée].
Le modélisme ferroviaire réunit maquettisme et modélisme, dans le sens où la maquette d'environnement sert d'écrin et de support au modèle du train. Le modélisme ferroviaire est souvent considéré comme une activité de maquettisme, car la réalisation du réseau (improprement appelé « circuit ») est mise en avant par rapport à la fabrication ou le détail des modèles réduits ferroviaires. Le terme de « modélisme ferroviaire » demeure cependant le plus usité.
Les maquettes peuvent également servir de décors miniatures pour les films d'animation ou les trucages de films.

### Industrie et design
La maquette peut avoir un caractère d'ébauche, de projet et/ou de test. À l'échelle 1:1, elle peut servir de matrice, par exemple un profilé de moulage pour flacon, avion, automobile...
Les maquettes sont beaucoup utilisé en design industriel. En effet, lorsqu'un nouveau produit est dessiné, il est souvent 'maquetté' en volume (tridimensionnelle). La maquette peut soit servir à tester un aspect précis du produit (par exemple l'ergonomie et le confort de prise en main d'une poignée par exemple) voir une pièce du produit, soit servir à vérifier la qualité esthétique générale du produit (maquette esthétique ou de forme, à quoi ressemble le produit en grandeur nature ? ), soit à tester certaines fonctions du produit (portabilité, mécanismes, mouvements, poids, etc.). Lorsque la maquette ressemble de bout en bout au produit fini, on parle alors de prototype visuel ou fonctionnel (si celui-ci inclut au moins une partie des mécanismes qui le font 'fonctionner').

### Navires
Les modèles réduits d'exposition sont généralement qualifiés de maquettes, alors que les modèles réduits simplifiés, représentant seulement les formes du navire, destinés aux essais en bassin des carènes sont aussi dénommés modèles, modèles d'essais ou modèles de bassin.
Depuis le début des années 1970, des modèles réduits de navires sont également utilisés pour la formation des capitaines et pilotes à la manœuvre des navires au centre d'entraînement de Port-Revel.

### Édition et publicité
Dans l'édition (édition littéraire, publicité, etc.), la maquette est l'avant-projet d'une publication pour juger de son aspect  avant réalisation définitive. La résolution des difficultés techniques, notamment la typographie et la mise en page, mais aussi l'inventivité artistique — notamment l'originalité de la reliure —, sont le domaine du maquettiste qui peut travailler avec un dessinateur-illustrateur ou avec un graphiste pour ce qui relève des illustrations et de la typographie.
La maquette peut avoir un caractère d'ébauche, de projet et/ou de test (maquette publicitaire). Il peut s'agir d'un document-guide (maquette des enseignements). En ce qui concerne les maquettes de timbres, voir : épreuves et essais en philatélie.